# Miramar (Californie)
Pour les articles homonymes, voir Miramar.
Miramar est un quartier du nord de San Diego, en Californie, aux États-Unis. La Marine Corps Air Station Miramar s'y trouve.